# Vier Gekroonden (Brussel)

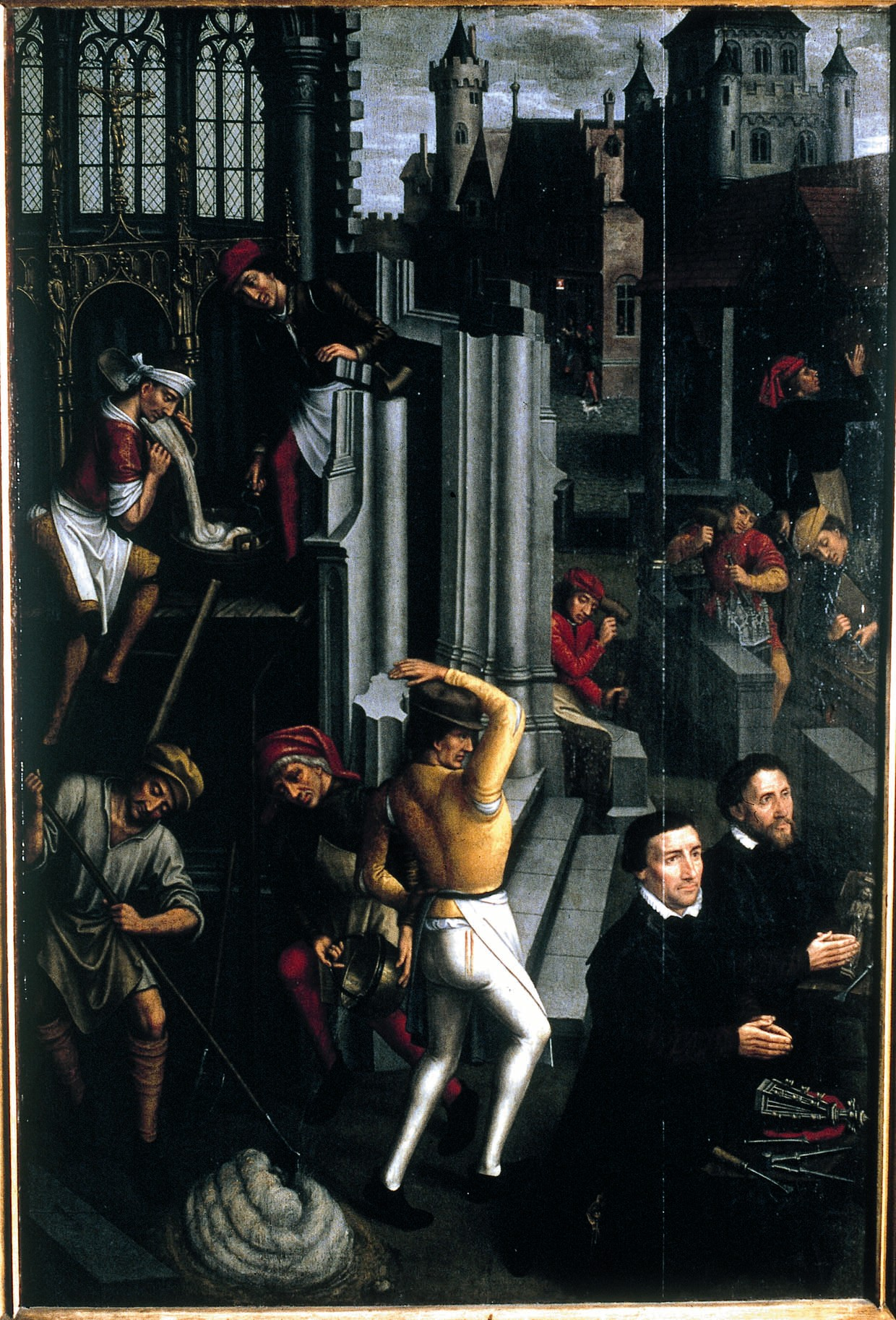
Linkerpaneel van de triptiek der Vier Gekroonden (Museum van de Stad Brussel, ca. 1560)

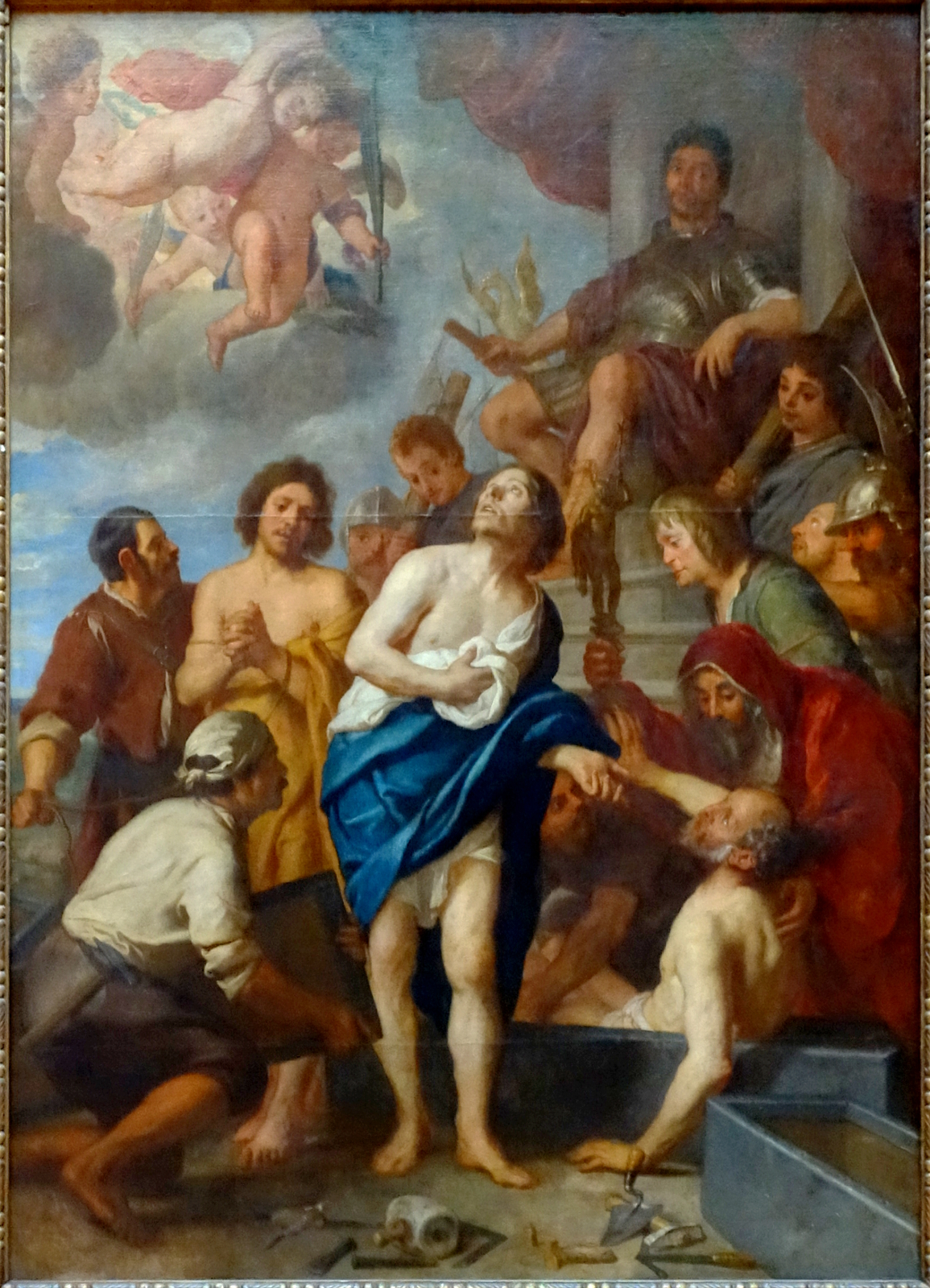
Het Museum voor Schone Kunsten (Rijsel) bezit een schilderij dat Gaspar de Crayer in 1642 maakte voor de kapel van de Vier Gekroonden in de Sint-Katelijnekerk. In de verrijzenisscène helpt Christus een van de martelaars uit de loden doodskist waarin hij in zee is gedumpt. Een al opgestane gekroonde knielt dankbaar neer, hamer aan de riem, terwijl bovenaan opdrachtgever Diocletianus beteuterd toekijkt. Het stuk wordt beschouwd als een meesterwerk van De Crayer. De kuykenseeters vertelden dat Rubens bij het zien ervan had uitgeroepen: "Crayer Crayer! Geen kunstpenseel zal ooit dat heerlijk stuk overkraaien!".

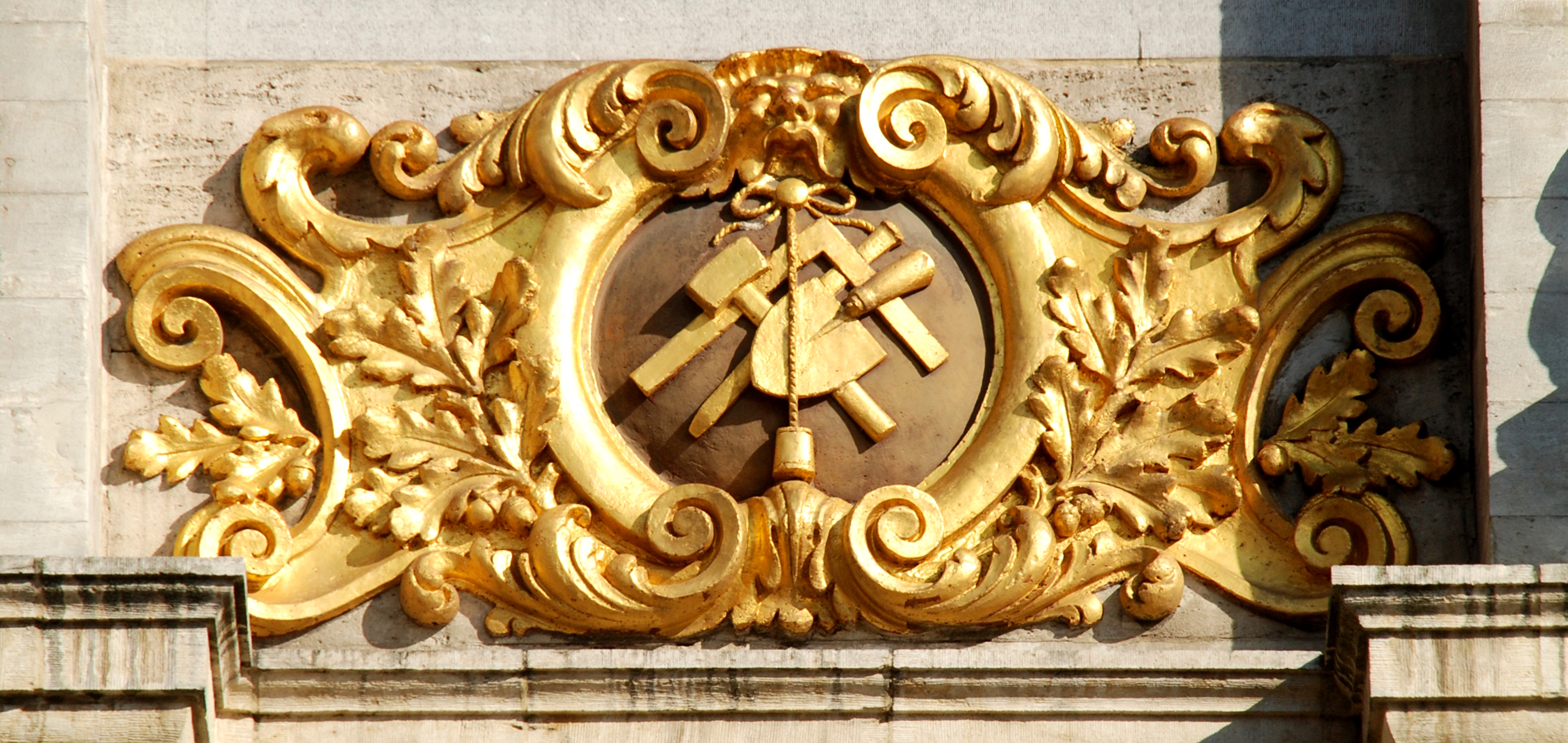
Embleem van de Vier Gekroonden op hun huis Den Heuvel (1698): hamer, beitel, truweel, winkelhaak en schietlood.

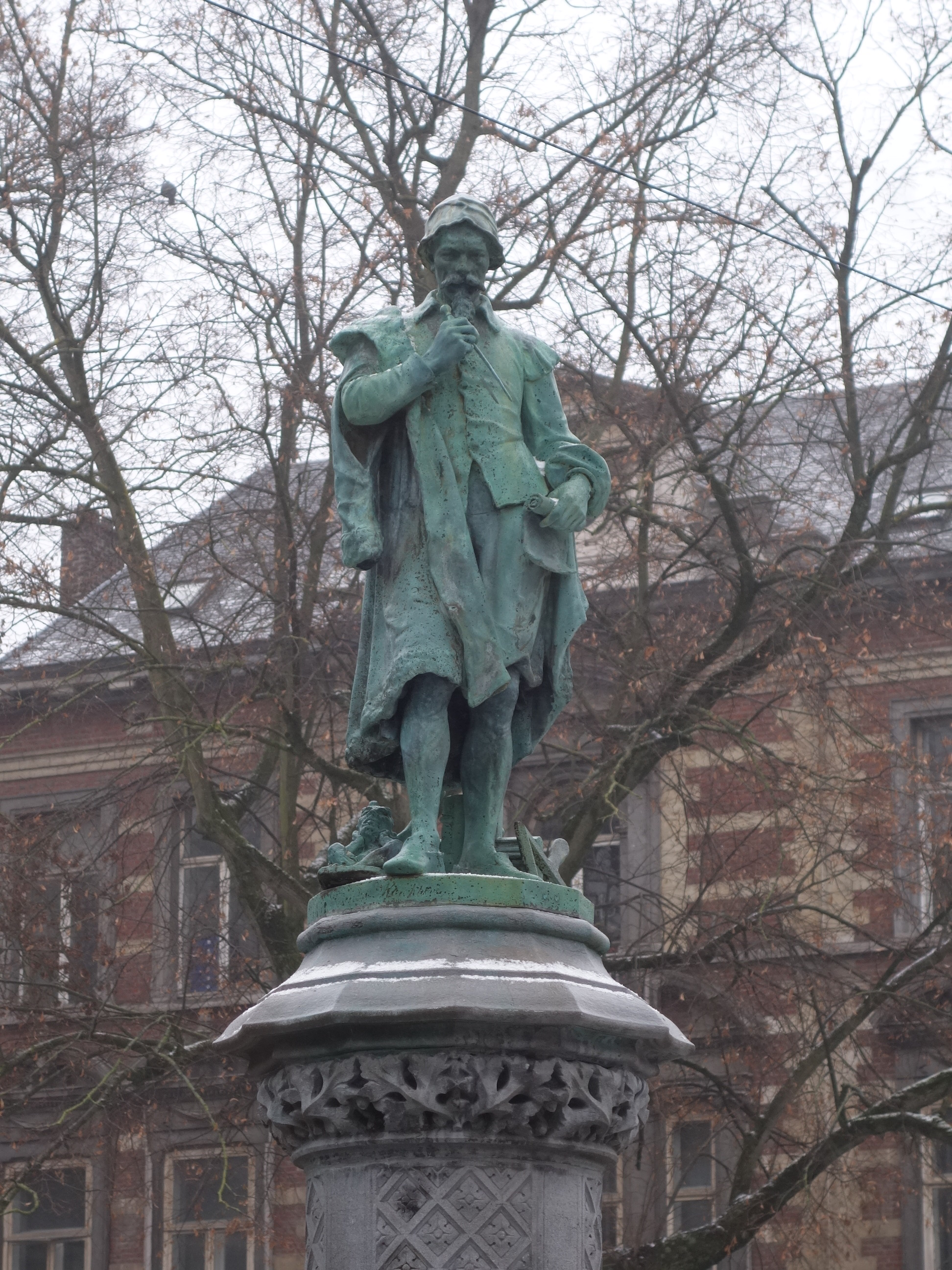
Standbeeldje van de Vier Gekroonden op de Kleine Zavel. Godefroid Van den Kerckhove gaf het de trekken mee van Hendrik Beyaert.

In het Brusselse ambacht van de Vier Gekroonden waren metselaars, beeldhouwers, steenhouwers en schaliedekkers verenigd. Het ambacht behoorde tot de Sinte Nicolaes Natie en was vernoemd naar haar patroonheiligen, de Vier Gekroonde Martelaren (feestdag 8 november).

## Geschiedenis
De stienbicleren zijn vermeld onder de Brusselse ambachten opgesomd in een akte van 19 maart 1306 (aanbod tot onderwerping van de Brusselse opstandelingen). Aangezien er verder geen spoor is van metselaars, beeldsnijders en leidekkers, wordt aangenomen dat ze tot datzelfde ambacht van de steenkappers behoorden. De Ordonnantien der Ambachten ab anno 1365 tot 1501 bevatten reglementen van de steenhouwers d.d. 29 mei 1466 en 5 september 1475.
In de 16e eeuw hadden de Vier Gekroonden drie dekens, nadien verhoogd tot vier. Een bekende deken was Frans Anneessens, die het verzet tegen een belasting leidde en in 1719 werd onthoofd.
Een overgeleverd reglement van 20 november 1658 zet de werking van het ambacht uiteen: leertijd (drie jaar), inschrijvingsgeld, meesterproef, onderlinge bijstand, enz. Gezellen mochten hun werkplaats niet ontijdig verlaten en moesten minstens vijftien dagen opzeg geven.
Het lokaal van de Vier Gekroonden was De Heuvel, onderdeel van het Huis van de Hertogen van Brabant op de Grote Markt. Ze hadden een altaar en kapel in de Sint-Katelijnekerk. Rond 1560 lieten ze een drieluik maken dat hun corporatieve identiteit prachtig uitdroeg: op de zijpanelen naast de dienstweigerende Pannonische steenhouwers waren hun werkzaamheden afgebeeld (op het linkerpaneel een werkplaats van beeldhouwers en steenkappers, op het rechterpaneel een bouwplaats met metselaars en schaliedekkers). In de voorgrond knielen telkens twee dekens voor hun instrument. Het anonieme schilderij wordt nu bewaard in het Broodhuis. Een altaarstuk uit 1642, van Gaspar de Crayer, is tegenwoordig te bezichtigen in het Museum voor Schone Kunsten van Rijsel. Het groen licht voor de bestelling ervan, na het zien van de modello, is bewaard (prijs: 200 pattacons).
Binnen de muren van Brussel hadden de leden van de Vier Gekroonden een monopolie waarop ze strikt toezagen. In de eerste helft van de 16e eeuw slaagden hofbeeldhouwers als Jean Mone erin dat te doorbreken voor werken in opdracht van het hertogelijk huis. Hoogst uitzonderlijk noopte de enorme heropbouwwerf na de Franse bombardementen ertoe om het verbod op vreemde bouwvakkers voor twee jaar op te heffen (1695-97).
Het Decreet d'Allarde, dat de gilden afschafte, werd in 1795 van kracht in de Belgische departementen. Dit betekende ook het einde van de Vier Gekroonden.

## Bekende figuren

### Onder de naam Steenbicleren
- Jan I Keldermans (lid ca. 1370, gezworene in 1388, 1393, 1395 en 1407)
- Claus Sluter (ingeschreven als Claes de Slutere van Herlamen in 1379)
- Jacob van Tienen (meester 1388)
- Jan Bornoy
- Gillis Joos (meester 1416)
- Hendrik de Mol
- Jan van Ruysbroeck
- Willem de Vogel
- Hendrik van Pede
- Pieter van Wyenhove
- Jan Borreman (meester 1479)
- Lodewijk van Bodegem (lid in 1482, gezworene in 1497)

### Onder de naam Vier Ghecroonden
- Hiëronymus Duquesnoy de Oudere
- Hiëronymus Duquesnoy de Jonge
- Jan van Delen (meester 1664)
- Gabriël Grupello (meester 1670)
- Marc de Vos (meester 1675)
- Jan Cosijn (meester 1678)
- Willem de Bruyn
- Peter van Dievoet (meester 1695, deken 1703)
- Cornelis van Nerven (meester 1696)
- Jan de Kinder (meester 1712)
- Pierre-Denis Plumier (meester 1714)
- Jan Baptist van der Haeghen (meester 1715)
- Johannes Andreas Anneessens (meester 1715)
- Louis Montoyer (meester 1779)

## Voetnoten
1. ↑  Jacob Campo Weyerman, De Levens-Beschryvingen der Nederlandsche Konst-Schilders, vol. I, 1729, blz. 328
2. ↑  La légende des quatre couronnés, BALaT
3. ↑  Op den 9 april a° 1642 hebben wy als dekens, doen vergaderen allen die ouderen van de [vier] ambachten, op die boete ende den eedt om te besteden die schildery van onsen aultaer staende binnen die kercke van sint Cathalyne, waer op sy hebben geresolveert ende die dekens last gegeven, den selve schildery te besteden ende te accorderen met Jaspar den Crayer voor de somme van ije pattacons eens, achtvolghens die moddelke daer van gemacht de welcke gesien is geweest by die ouderen; in kennisse der waerheyt hebben wy dekens ende ouderen dit onderteekent.

Laken · Wandtapijten · Schilderijen · Retabels · Kant · Beeldhouwwerk